# هربرت شميت
هربرت شميت (بالألمانية: Herbert Schmidt)‏ هو صحفي ألماني، ولد في 28 يناير 1914، وتوفي في 18 سبتمبر 2002.

## وصلات خارجية
- هربرت شميت على موقع الاتحاد الدولي للتجديف (الإنجليزية)
- هربرت شميت على موقع اللجنة الأولمبية الدولية (الإنجليزية)
- هربرت شميت على موقع أوليمبيديا (الإنجليزية)